# Calle Lindh
Calle Lindh (10 marzo 1990) è un ex sciatore alpino svedese.

## Biografia
Calle Lindh, originario di Östersund, ha esordito nel Circo bianco il 5 gennaio 2006 disputando uno slalom speciale valido come gara FIS a Luleå, piazzandosi 45º. Il 2 dicembre 2008 ha partecipato per la prima volta a una gara di Coppa Europa, lo slalom speciale svoltosi a Reiteralm, senza concluderla. Ha debuttato in Coppa del Mondo il 1º febbraio 2009 a Garmisch-Partenkirchen in slalom speciale, ancora senza concludere la gara.
In Coppa Europa Lindh ha conquistato il primo podio all'inizio della stagione 2012-2013, nello slalom gigante disputato a Levi il 21 novembre e che ha chiuso al 3º posto. Nella medesima specialità il 26 ottobre 2014 ha ottenuto a Sölden i primi punti in Coppa del Mondo (14º) e il 23 novembre successivo ha colto a Levi in slalom speciale  il suo ultimo podio in Coppa Europa (2º).
Il 14 dicembre 2014 ha ottenuto a Åre in slalom gigante il suo miglior piazzamento in Coppa del Mondo (6º) e ha esordito ai Campionati mondiali a Vail/Beaver Creek 2015, sua unica presenza iridata, senza completare la prova di slalom gigante. La sua ultima gara in Coppa del Mondo è stata lo slalom speciale di Méribel del 22 marzo 2015 (13º): lasciate le competizioni internazionali al termine di quella stessa stagione 2014-2015, dopo due anni di inattività ha disputato ancora una gara, lo slalom speciale dei Campionati svedesi 2017 a Hassela il 2 febbraio senza completarlo, prima di ritirarsi definitivamente.

## Palmarès

### Coppa del Mondo
- Miglior piazzamento in classifica generale: 58º nel 2015

### Coppa Europa
- Miglior piazzamento in classifica generale: 7º nel 2013
- 4 podi:
  - 3 secondi posti
  - 1 terzo posto

### Australia New Zealand Cup
- Miglior piazzamento in classifica generale: 2º nel 2012
- Vincitore della classifica di supergigante nel 2012
- Vincitore della classifica di combinata nel 2012
- 6 podi:
  - 1 vittoria
  - 3 secondi posti
  - 2 terzi posti

#### Australia New Zealand Cup - vittorie
| Data             | Località   | Paese         | Specialità |
| ---------------- | ---------- | ------------- | ---------- |
| 9 settembre 2012 | Mount Hutt | Nuova Zelanda | SL         |

Legenda:

SL = slalom speciale

### Campionati svedesi
- 6 medaglie[1]:
  - 4 argenti (supercombinata nel 2011; slalom gigante, slalom parallelo[2] nel 2012; slalom speciale nel 2015)
  - 2 bronzi (supercombinata nel 2009; supergigante nel 2011)